# GIF Nike
Gymnastik-och Idrottsföreningen Nike, in der Regel abgekürzt als GIF Nike, ist ein schwedischer Sportverein aus dem schonischen Lomma. Die Fußballmannschaft trat in den 1960er Jahren zeitweise in der zweithöchsten Spielklasse Schwedens an.

## Geschichte
GIF Nike gründete sich am 22. Mai 1919 und benannte sich nach der griechischen Siegesgöttin Nike. Zunächst trat die Fußballmannschaft nur unterklassig an, etablierte sich aber nach dem Drittligaaufstieg Ende 1961 auf Anhieb im vorderen Ligabereich ihrer Drittligastaffel. 1964 dominierte die Mannschaft ihre Staffel und stieg als Staffelsieger mit acht Punkten Vorsprung auf Råå IF in die zweite Liga auf.
Als Aufsteiger platzierte sich GIF Nike in der ersten Zweitligaspielzeit der Vereinsgeschichte auf dem dritten Tabellenplatz, hatte allerdings elf Punkte Rückstand auf Staffelsieger GAIS. An diesen Erfolg konnte sie jedoch nicht anknüpfen, nach nur einem Saisonsieg in der Spielzeit 1966 stieg der Verein als Tabellenletzter gemeinsam mit Mönsterås GIF und Malmö BI wieder ab. In den folgenden Jahren pendelte GIF Nike vornehmlich zwischen drittem und viertem Spielniveau, bei einer Ligareform 1986 wurde der Klub in die fünfte Spielklasse eingestuft und trat anschließend bei mehreren Auf- und Abstiegen in der vierten und fünften Spielklasse an.